# Kernera
Kernera là chi thực vật có hoa trong họ Cải.